# Mali Rigelj
Mali Rigelj este o localitate din comuna Dolenjske Toplice, Slovenia.